# John Crammond
John Crammond est un skeletoneur britannique né le 5 juillet 1906 à Egremont en Angleterre et mort le 18 septembre 1978 à Sevenoaks dans le Kent. Il a obtenu une médaille de bronze aux Jeux de Saint-Moritz en 1948.

## Palmarès

### Jeux olympiques
- Jeux olympiques d'hiver de 1948 à Saint-Moritz (Suisse) :
  -  Médaille de bronze en skeleton[1].